# Divertissement (Roussel)
Pour les articles homonymes, voir divertissement (homonymie).
Le Divertissement op. 6 est une pièce de musique de chambre pour piano et vents composée par Albert Roussel en 1906.

## Présentation
Le Divertissement de Roussel est un sextuor écrit pour quintette à vent (flûte, hautbois, clarinette, basson, cor) et piano. Il a été créé le 10 avril 1906 à la Salle des agriculteurs à Paris, par Eugène Wagner au piano et des membres de la Société moderne d'instruments à vent (SMIV), dédicataire de l’œuvre,.
Il est à peu près contemporain de sa Première symphonie. Harry Halbreich le qualifie de « premier chef-d’œuvre pleinement original » du compositeur, avec sa musique « d'une verve délicieusement acide, aux rythmes entraînants et dominateurs, aux rudes agrégats de quartes et de neuvièmes, à l'invention mélodique primesautière et dénuée de toute emphase, à la forme totalement maîtrisée  ».

## Analyse
La pièce est composée d'un seul mouvement, d'environ sept minutes, qui s'articule en plusieurs parties. Michel Dimitri Calvocoressi en distingue trois, avec une « première section vive et très rythmique », qui est « suivie d'un lento dans lequel la flûte joue la partie principale » ; enfin, la « troisième et dernière section, basée sur le même thème rythmique que la première, commence animando, s'élève à un brillant sommet, puis est dominée par une atmosphère plus rêveuse jusqu'à la fin ».
Divertissement porte le numéro d'opus 6 et, dans le catalogue des œuvres du compositeur établi par la musicologue Nicole Labelle, le numéro L 7.

## Discographie
- The French Connection, par l'Hexagon Ensemble, Et'Cetera, KTC 1259, 2003 — avec le Quintette pour vents et piano de Caplet, la Rhapsodie op. 70 de Jongen et un arrangement des Épigraphes antiques de Debussy pour flûte, cor et piano.
- Albert Roussel Complete Chamber Music (3 CD), par Paul Verhey (flûte), Hans Roerade (hautbois), Frank van den Brink (clarinette), Herman Jeurissen (cor), Jos de Lange (basson) et Jet Röling (piano), CD 1, Brilliant Classics 8413, 2006.
- Winds & Piano, Les Vents Français, 3 CD, Warner Classics, 2014.
- French Chamber Music with Winds and Piano, Les Solistes de l'Orchestre de Paris et Laurent Wagschal (piano), Indésens, 2020.